# Per il gusto di uccidere
Per il gusto di uccidere (Cazador de recompensas) es una película italoespañola del año 1966 dirigida por Tonino Valerii y perteneciente al subgénero del spaghetti western. Esta película supuso el debut de su director. Fue grabada en el Desierto de Tabernas, en la provincia de Almería.

## Argumento
El cazador de recompensas Hank Fellows (Craig Hill), apodado Larguirucho, se gana la vida recuperando el dinero que pierden los bancos a manos de forajidos sin escrúpulos, cobrando una suculenta recompensa por ello. El jefe de la banda de la cual va detrás es Gus (George Martin), que se propone apropiarse de una mina de oro, y el cual también fue el asesino de su hermano. Ahora que el precio de su recompensa ha alcanzado una alta cifra, es el momento de que el Larguirucho entre en acción.

## Reparto
- Craig Hill como Hank Fellows
- George Martin como Gus Kennebeck
- Piero Lulli como Collins.
- Fernando Sancho como Sánchez
- Rada Rassimov como Isabelle.
- Franco Ressel como Aarons
- George Wang como Mingo y Machete.
- Diana Martín como Peggy y Molly Kennebeck.
- Eugenio Galadini como Jefferson.
- José Marco como John Kennebeck.
- Lorenzo Robledo como el sheriff.
- Sancho Gracia como Bill Kilpatrick.
- José Canalejas como Peter.
- José Manuel Martín como Rodrigo.
- Dario De Grasi como Steve.
- Enrique Santiago como el partidario de Sánchez.
- Frank Braña.
- Olga Karlatos como Molly.